# Alfonso Antoniozzi
Alfonso Antoniozzi (Viterbo, 1964) è un baritono, regista e politico italiano.

## Biografia

### Formazione
Fin dall’adolescenza, Antoniozzi dimostra una particolare propensione per il teatro e per la musica, facendo esperienze di teatro amatoriale ed entrando a far parte dell’Unione Musicale Adriano Ceccarini, un coro della sua città che all’epoca eseguiva pezzi d’opera e nell’ambito del quale diventa, all’età di quindici anni, cantante solista.
Nell’ultimo anno di Liceo Classico viene ammesso al Conservatorio di Santa Cecilia risultando primo in graduatoria agli esami di ammissione.
Nell’anno successivo lascia il Conservatorio per studiare privatamente canto con il baritono Sesto Bruscantini.

#### Debutto e primi ruoli
Dopo un anno di esperienza nel coro dell’Arena di Verona, vince il concorso indetto dal Laboratorio Lirico di Alessandria, debuttando nel 1985 nel ruolo di Aeneas in Dido and Aeneas di Purcell e in quello di Marchingello nella prima esecuzione mondiale di Mare nostro di Lorenzo Ferrero. La sua carriera lo porta a cantare nei più prestigiosi teatri italiani e stranieri, dove è interprete di tutti i principali ruoli di "buffo" ma anche di titoli d'opera moderna e contemporanea e d'operetta.
Scritturato come cover di Dulcamara ne L’elisir d’amore al Teatro dell’Opera di Roma, viene notato dal regista e direttore artistico Luciano Alberti che lo invita a Genova per cantare il ruolo di Don Bartolo nel Barbiere rossiniano. Questa interpretazione, all’età di ventuno anni, segna l’inizio della sua carriera che si divide tra ruoli secondari come Ping in Turandot  e Le Dancaire  in Carmen e ruoli primari come Don Magnifico in Cenerentola e Taddeo ne L’Italiana in Algeri. Viene scritturato in ruoli d’opera buffa al San Carlo di Napoli, al Regio di Parma, al Regio di Torino, all’Opera di Monte Carlo, al Comunale di Bologna, al Massimo di Palermo e al Ravenna Festival.

### Attività artistica
Notato da Andrea Anson, manager della Columbia, al Maggio Musicale Fiorentino dove interpretava il Sacrestano nella Tosca sotto la direzione di Zubin Mehta, viene segnalato a Lotfi Mansouri, allora General Manager della San Francisco Opera. In questo teatro canterà per otto anni, interpretando per due volte Leporello (con Samuel Ramey e Dimitri Hvorostovsky come Don Giovanni), Taddeo con Marilyn Horne, Bartolo con Frederica Von Stade, Melitone nella Forza del destino, i sette personaggi di Death in Venice  di Benjamin Britten. È più volte ospite della Dallas Opera e appare anche alla Seattle Opera, alla Houston Grand Opera e al Metropolitan di New York.
Nel 1993 debutta al Teatro alla Scala come Schaunard ne La bohème  nello storico allestimento di Franco Zeffirelli sotto la direzione di Gianandrea Gavazzeni e resta ininterrottamente alla Scala fino ai primi anni duemila. In questo periodo canta in Italiana in Algeri, Il Cappello di Paglia di Firenze,  Linda di Chamounix, La forza del destino, Il Turco in Italia, L’elisir d’amore  e due allestimenti de Il barbiere di Siviglia.
Pur mantenendosi legato al repertorio dell’opera buffa italiana, Antoniozzi si è anche dedicato al repertorio moderno e contemporaneo: nel corso della sua carriera, oltre alla prima mondiale di Mare nostro, ha preso parte al revival de Il mantello e di Procedura penale di Luciano Chailly e alla prima nazionale di Divorzio all’italiana di Bontempelli. Ha cantato in Les mamelles de Tirésias di Poulenc, Death in Venice di Britten (a San Francisco, Genova e al Maggio Musicale Fiorentino), in Napoli milionaria di Nino Rota al Festival della Valle d’Itria. Il suo rapporto di collaborazione con il compositore Marco Tutino lo vede prendere parte alle prime mondiali de Il servo, Le braci e Miseria e nobiltà.
Le sue doti di attore lo hanno portato a lavorare anche nel campo dell'operetta, con titoli come Die Fledermaus (Eisenstein) all'Opera di Roma, Eva  e La reginetta delle Rose, Al Cavallino Bianco (Leopoldo) in un'edizione palermitana con Luca Canonici, Daniela Mazzucato, Lauretta Masiero, Peppe Barra e Ernesto Calindri.
Nel dicembre 2019 interpreta il sagrestano in "Tosca", spettacolo che apre la stagione del Teatro "alla Scala" di Milano

#### Regista
Dal 2008 affianca alla sua carriera di cantante quella di regista. Firma due produzioni de Il barbiere di Siviglia, l'ultima delle quali con le scene di Ezio Frigerio e i costumi di Franca Squarciapino al Teatro dell'Opera di Astana; la trilogia delle regine donizettiane per il Carlo Felice di Genova e il Regio di Parma con le scene di Monica Manganelli e i costumi di Gianluca Falaschi; tre spettacoli per il Festival della Valle d'Itria (Der Tribune, Der Diktator  e la prima esecuzione in tempi moderni de La grotta di Trofonio di Paisiello). Per il Comunale di Bologna firma Don Pasquale e La traviata e, per il circuito dei teatri lombardi, mette in scena Il Turco in Italia. Nel 2018 inaugura il Carlo Felice con un nuovo allestimento completamente multimediale di Aida.

#### Docenza
Antoniozzi insegna ai corsi di alta formazione dell' As.Li.Co ed è stato più volte docente ospite della Scuola dell'Opera di Bologna e dell'Accademia del Maggio Musicale Fiorentino. È insegnante di Teoria e Tecnica dell'Interpretazione Scenica presso il Conservatorio Maderna-Lettimi di Cesena e Rimini.

## Discografia
- Gaetano Donizetti - Francesca di Foix- Opera Rara - Antoniozzi, Spagnoli, Massis - London Philharmonic Orchestra - Antonello Allemandi - CD
- Gaetano Donizetti - La romanzesca e l'uomo nero - Opera Rara - Antoniozzi, Spagnoli, Scano - Academy of St. Martin in the Fields - David Parry - CD
- Marco Tutino - Le braci - Antoniozzi, Scandiuzzi, Nisi - Orchestra Internazionale d'Italia - Francesco Cilluffo - CD
- Gaetano Donizetti - Il campanello - Antoniozzi. De Candia - Orchestra Sinfonica G. Rossini - Matteo Beltrami  -  DVD
- Giovanni Paisiello - Nina ossia la pazza per amore - Antoniozzi, Matteuzzi, Banditelli - Concentus Hungaricus - Hans Ludwig Hirsch - CD
- Domenico Cimarosa - I tre amanti - Antoniozzi, Palacio, Casellato - La Camerata di Mosca - Domenico Sanfilippo -  CD
- Gioachino Rossini - La Cenerentola - Antoniozzi, Ganassi, Vinco - Teatro Carlo Felice di Genova - Renato Palumbo - DVD
- Gioachino Rossini - Il signor Bruschino - Antoniozzi, Devia, Dara, Rinaldi - Orchestra RAI di Torino - Donato Renzetti - CD
- Domenico Cimarosa - Il matrimonio segreto - Antoniozzi, Matteuzzi, Patterson - Orchestra of Eastern Netherlands - Gabriele Bellini - CD
- Umberto Giordano - Fedora - Antoniozzi, Armiliato, Dessì - Teatro Carlo Felice di Genova - Valerio Galli DVD
- Francesco Cilea - Adriana Lecouvreur - Antoniozzi, Carosi, Alvarez - Teatro Regio di Torino - Renato Palumbo - DVD
- Gaetano Donizetti - Roberto Devereux - Antoniozzi (regia) Devia, Pop, Ganassi - Teatro Carlo Felice di Genova -  Francesco Lanzillotta - DVD
- Antoniozzi/Livermore - W.Verdi, Giuseppe - Antoniozzi, Livermore, Rollin - Radiotelevisione Svizzera Italiana - DVD
- Giuseppe Verdi - Un giorno di regno - Antoniozzi, Praticò, Gasdia, Antonacci - Teatro Regio di Parma - Maurizio Benini - DVD
- Gaetano Donizetti - Linda di Chamounix - Antoniozzi, Devia, Matteuzzi - Orchestra of Eastern Netherlands - Gabriele Bellini - CD
- Georges Bizet - Don Procopio - Antoniozzi, Carmona, Muscente - Rias Jugendorchester - Sandro Sanna - CD
- Gaetano Donizetti - Arie da Camera - Antoniozzi, Peverada - CD
- Gioachino Rossini - Il Barbiere di Siviglia - Antoniozzi, Nucci, Bonitatibus - Teatro Regio di Parma - Maurizio Barbacini - DVD
- Lorenzo Ferrero - Mare Nostro - Antoniozzi, Felle, Rigosa - Orch.Cons.di Rovigo - Gianfranco Masini - CD